# Virtus Campania
El Football Club Dilettantistico Virtus Campania, también conocido como Virtus Campania, es un club de fútbol de Italia con sede en la ciudad de Nápoles, en Campania. Fue fundado en 1975 y refundado varias veces, la última de las cuales en el 2020. En la temporada 2020-21 participa en la Eccellenza Campania, la división regional campana de la Eccellenza, correspondiente al quinto nivel de competición del sistema de ligas del fútbol italiano.

## Historia
El club nació como Società Sportiva Calcio Campania en el barrio napolitano de Ponticelli, de la fusión de dos preexistentes equipos, el Ponticelli y el Terzigno, en 1975. Fundador y primer presidente fue el odontólogo napolitano Antonio Morra Greco. El nombre del conjunto deriva de Campania, la región de la que Nápoles es capital. En el plazo de seis años, lograron llegar al fútbol profesional, al clasificarse para la Serie C1 (en ese entonces, la tercera división italiana). El Campania totalizó cinco temporadas en Serie C1, siendo su mejor posición el 3° puesto en la temporada 1982-83.
En 1986, el club trasladó su sede a la cercana ciudad de Pozzuoli, cambiando su nombre a Campania Puteolana Calcio, para luego volver a Nápoles en 1992 como Associazione Calcio Campania; sin embargo, se disolvió en 1995. El club fue refundado sólo 18 años después, en 2013, al adquirir los derechos deportivos de otro equipo napolitano, el Boys Fontanelle. Finalizó su primer año de actividad ascendiendo a la Eccellenza Campania. En 2014 cambió su nombre a Associazione Sportiva Dilettantistica Calcio Campania. En 2015, se fusionó con el Futsal Oplonti y se convirtió en la Associazione Sportiva Dilettantistica Oplonti Pro Savoia, con sede en Torre Annunziata. En 2020, el club Virtus Volla trasladó su sede en el barrio de Ponticelli, asumiendo el nombre de Football Club Dilettantistico Virtus Campania.

## Símbolos
El símbolo del Virtus Campania es un unicornio blanco encabritado.

## Uniforme
Los colores del club son el blanco y el rojo, también presentes en el escudo de la Región Campania.

## Estadio
Juega de local en el Stadio Comunale Paolo Borsellino de Volla (Nápoles), con capacidad para 3.000 espectadores.

## Palmarés
- Serie C2: 1

1980-81 (Grupo D)
- Promozione: 1

1978-79 (Grupo B)
- Prima Categoria: 1

1976-77